# Europese Gemeenschap voor Atoomenergie
De Europese Gemeenschap voor Atoomenergie (EGA), European Atomic Energy Community (EAEC) of kortweg Euratom, is een internationale organisatie met als doel het bevorderen van vreedzame toepassingen van kernenergie.
De lidstaten van Euratom zijn tevens lidstaten van de Europese Unie. De organisatie is opgericht op 25 maart 1957 middels het Verdrag tot oprichting van de Europese Gemeenschap voor Atoomenergie. Op dezelfde datum werd ook de Europese Economische Gemeenschap (EEG) opgericht.
De Europese Gemeenschap voor Atoomenergie is een afzonderlijke organisatie, maar voor beslissingen gebruikt het de instituties van de Europese Unie (parlement, Europese Raad, Europese Commissie). Op 1 januari 1958 trad het Euratom-verdrag in werking en werd de Commissie voor Euratom geïnstalleerd in Brussel. In 1967, met de inwerkingtreding van het Fusieverdrag kreeg de Euratom samen met de EEG en de Europese Gemeenschap voor Kolen en Staal één Commissie, één Raad en één begroting. Alle landen die toetreden tot de Europese Unie dienen ook tot het Euratom-verdrag toe te treden.
Het oprichtingsverdrag van de EGA is voor onbepaalde tijd gesloten en nooit gewijzigd. Sinds 2003 gaan stemmen op om het verdrag te herzien. Hierbij wordt erop gewezen dat
1. de Europese Unie sinds 1957 aanzienlijk is uitgebreid;
2. een deel van de toetredende leden nooit voor kernenergie heeft gekozen;
3. vier van de oorspronkelijke leden - België, Duitsland, Italië en Nederland - plus het later toegetreden Zweden in eigen land juist hebben gekozen voor afbouw van het gebruik van kernenergie en het sluiten van kerncentrales, al staat die keuze onder druk en heroverwegen sommige van die landen die keuze omdat kernenergie met minder uitstoot van koolstofdioxide gepaard gaat dan fossiele brandstoffen en dus nuttig zou zijn voor het tegengaan van klimaatverandering door het versterkte broeikaseffect.

Tijdlijn
|                          |                                        |                                                          |                                                          |                                                          |                                                          |                           |                           |                    |      |          |      |
| 1948                     | 1952                                   | 1958                                                     | 1967                                                     | 1987                                                     | 1993                                                     | 1993                      | 1999                      | 2002               | 2003 | 2009     | 2011 |
| Brussel                  | EGKS                                   | EEG / Euratom                                            | Fusieverdrag                                             | Europese Akte                                            | EU-Verdrag                                               | EU-Verdrag                | Amsterdam                 |                    | Nice | Lissabon |      |
|                          |                                        |                                                          | Europese Gemeenschap voor Kolen en Staal (EGKS)          |                                                          |                                                          |                           |                           |                    |      |          |      |
|                          |                                        | Europese Gemeenschap voor Atoomenergie (EURATOM)         |                                                          |                                                          |                                                          |                           |                           |                    |      |          |      |
|                          | Europese Economische Gemeenschap (EEG) | Europese Economische Gemeenschap (EEG)                   | → P Ĳ L E R S →                                          |                                                          | Europese Gemeenschap (EG)                                | Europese Gemeenschap (EG) | Europese Gemeenschap (EG) | Europese Unie (EU) |      |          |      |
|                          | ↑Europese Gemeenschappen↑              | ↑Europese Gemeenschappen↑                                | ↑Europese Gemeenschappen↑                                | Justitie & Binnenlandse Zaken (JBZ)                      | Europese Gemeenschap (EG)                                | Europese Gemeenschap (EG) | Europese Gemeenschap (EG) | Europese Unie (EU) |      |          |      |
|                          |                                        | Politiële & justitiële samenwerking in strafzaken (PJSS) | → P Ĳ L E R S →                                          |                                                          |                                                          |                           |                           | Europese Unie (EU) |      |          |      |
|                          | Europese politieke samenwerking (EPS)  | Gemeenschappelijk buitenlands & veiligheidsbeleid (GBVB) | Gemeenschappelijk buitenlands & veiligheidsbeleid (GBVB) | Gemeenschappelijk buitenlands & veiligheidsbeleid (GBVB) | Gemeenschappelijk buitenlands & veiligheidsbeleid (GBVB) |                           |                           | Europese Unie (EU) |      |          |      |
|                          | Europese politieke samenwerking (EPS)  |                                                          |                                                          |                                                          |                                                          |                           |                           | Europese Unie (EU) |      |          |      |
| West-Europese Unie (WEU) |                                        |                                                          |                                                          |                                                          |                                                          |                           |                           | Europese Unie (EU) |      |          |      |
|                          |                                        |                                                          |                                                          |                                                          |                                                          |                           |                           |                    |      |          |      |

## Presidenten en commissies
- Louis Armand 1958–1959 – Commissie-Armand
- Étienne Hirsch 1959–1962 – Commissie-Hirsch
- Pierre Chatenet 1962–1967 – Commissie-Chatenet